# Digitale Kluft

Anzahl Internetbenutzer pro 100 Einwohnern zwischen 1997 und 2017 nach Angaben der Internationalen Fernmeldeunion (ITU).

Die Anzahl Mobiltelefon-Kunden pro 100 Einwohner wuchs zwischen 1997 und 2014 sowohl in den Industriestaaten als auch in den Entwicklungsländern.

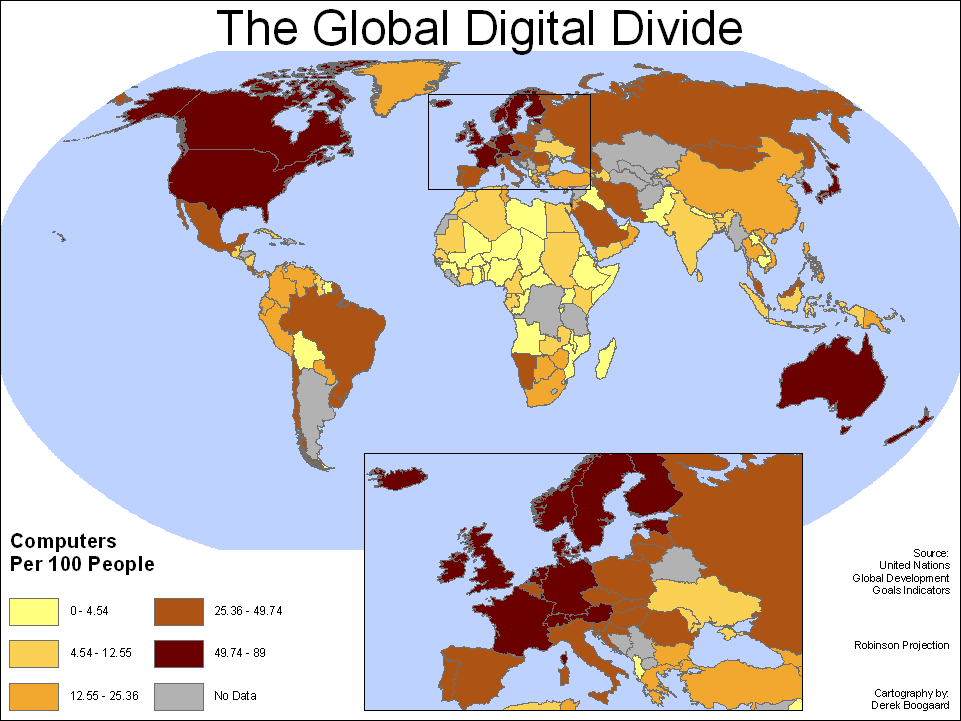
Der Digitale Graben: Anzahl der Computer je 100 Einwohner, Karte aus dem Jahr 2006

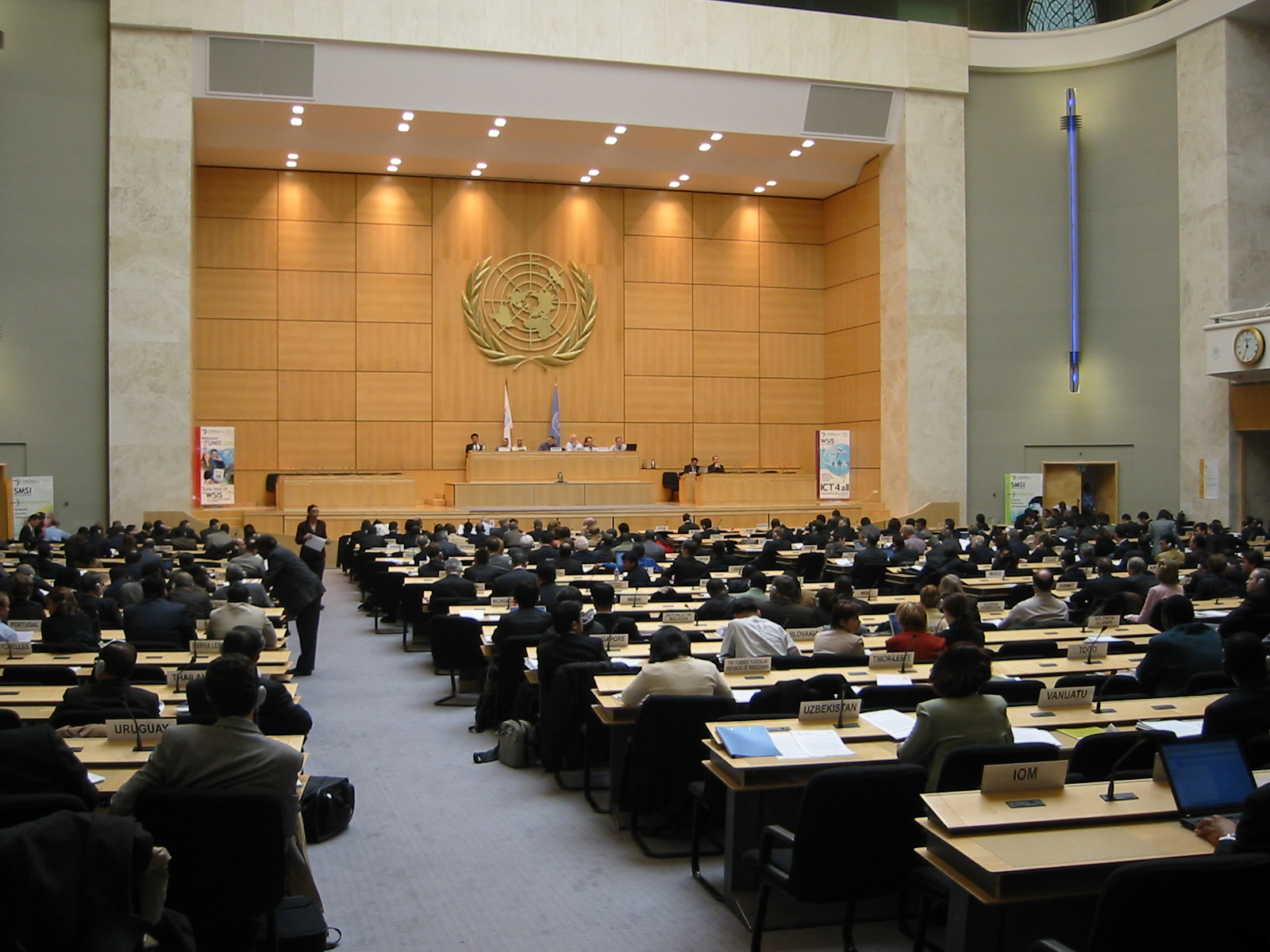
Weltinformationsgipfel WSIS in Genf (2005).

Der Begriff digitale Kluft (englisch digital gap), auch digitale Spaltung (englisch digital divide, italienisch divario digitale, französisch fracture numérique, spanisch brecha digital), beschreibt Unterschiede im Zugang zu und der Nutzung von Informations- und Kommunikationstechnologie, insbesondere dem Internet, zwischen Volkswirtschaften bzw. verschiedenen Bevölkerungsgruppen aufgrund von technischen und sozioökonomischen Faktoren. Er bezieht sich sowohl auf regionale, nationale als auch internationale Unterschiede. Der Begriff taucht seit Mitte der 1990er Jahre in der öffentlichen Diskussion auf und hat als ein Forum das „Digital Divide Network“. Aus der Forschung des mit diesem Begriff umgrenzten Gebietes im Bereich der Medien- und Kommunikationswissenschaften liegt in deutscher Sprache ein Lehrbuch vor (Zillien & Haufs-Brusberg 2014).
Der Begriff steht auch für die These,
- dass die Chancen auf einen Zugang zum Internet und die anderen (digitalen) Informations- und Kommunikationstechniken ungleich verteilt und stark von sozialen Faktoren abhängig sind,
- dass die im Zuge der differenten Internetnutzung entstehenden Wissensklüfte größer sind als jene, die auf die Nutzung älterer Medien bezogen sind[4] und
- dass diese Chancenunterschiede ihrerseits gesellschaftliche Auswirkungen haben.

Vereinfacht lässt sich sagen: Wer Zugang zu modernen Kommunikationstechniken hat, hat bessere soziale und wirtschaftliche Entwicklungschancen. Doch gibt es Rückkopplungen von Zugangs-, Nutzungs- und Wirkungsungleichheiten.

## Herkunft und Entwicklung des Begriffs
Der Begriff mit seinen verschiedenen und/oder verschiedensprachlichen Begriffsnamen ist durchaus noch in Entwicklung (vgl. Mirko Marr, 2005). Zillien und Haufs-Brusberg schrieben 2014: „Mit der Weiterentwicklung der Digital-Divide-Forschung hat sich neben den auf eine Polarisierung zielenden Begriffen [auch unseren Lemmas] der Begriff der Digital Inequality etabliert, da dieser treffender die mannigfachen Ungleichheiten auf den Punkt bringt.“
- Der Ausdruck digital gap wurde 1998 von Bill Clinton gebraucht.[7] Zu dieser Zeit hatte die US-amerikanische Telekommunikationsbehörde NTIA ihren Bericht "New Data on the Digital Divide" vorgelegt.[6]
- Servon zitiert Autoren, die diese Wortkomposition den Journalisten Webber & Harmon in einem Artikel für die Los Angeles Times zuschreiben, in dem es um eine zerrüttete Ehe aufgrund der exzessiven Online-Nutzung des Ehemanns ging.[8]
- Arnhold nimmt den südafrikanischen Präsidenten Thabo Mbeki als Urheber des Begriffs an.[9]
- Der ehemalige Präsident der Markle Foundation, Lloyd Morrisett, wies auf Nachfrage von Benjamin M. Compaine 2001 die Urheberschaft für den Begriff von sich.[10]

## Definitionen
Zur digitalen Spaltung und der Frage, wann sie geschlossen ist, oder nuancierter, welcher Art sich die spezifischen Ungleichheiten beeinflussen, gibt es verschiedene Konzeptionen. Ein MetaModell (Hilbert 2011) stellt basierend auf der Diffusionstheorie durch soziale Netzwerke einen konzeptuellen Rahmen für die verschiedenen Definitionen auf. Alle Arten von Studien und Projekten zur digitalen Spaltung können in die vier Kategorien dieser Frage eingeordnet werden: WER, mit WELCHEN Merkmalen, ist mit WAS für einer Technologie, WIE vernetzt:
- WER: Individuen, Organisationen/Gemeinschaften, Gesellschaften, Weltregionen
- mit WELCHEN Merkmalen: Einkommen, Erziehung, Geografie, Alter, Geschlecht, Art des Eigentums, Größe, Einträglichkeit, Sektor;
- ist mit WAS für einer Technologie: Telefon, Internet, Computer, digitaler TV
- WIE verbunden: lediglich Zugang, Benutzung, aktive Aneignung und Prozessintegration

Das resultiert in einer Matrix mit vier Dimensionen, während jede Dimension aus verschiedenen Variablen besteht. Jede zusätzliche Variable vermehrt die kombinatorische Komplexität dieser vierdimensionalen Matrix exponentiell. Zum Beispiel, mit nur 3 verschiedenen Arten von Studiensubjekten (Individuen, Organisationen, oder Länder), jedes mit 4 verschiedenen Merkmalen (Alter, Reichtum, Geografie, Sektor), 3 verschiedenen Stufen des Zugangs (Zugang, Benutzung, aktive Aneignung), und 6 Arten von Technologien (Festnetztelefon, Mobiltelefon, Computer, digitales Fernsehen, Internet, Breitband mit einer gewissen Geschwindigkeit), ergeben sich bereits (3 × 4 × 3 × 6) = 216 verschiedene Definitionen der digitalen Spaltung. Jede dieser ist gleichermaßen gerechtfertigt und hängt ausschließlich vom Ziel ab, das der jeweilige Benutzer der Definition verfolgt. Wegen dieser großen Vielfalt von möglichen Definitionen ist es in der Praxis nicht wertvoll, nach „der“ Definition der digitalen Spaltung zu fragen. Die gewünschte Definition hängt vom Kontext und vor allem von der gewünschten Auswirkung und dem erwünschten Endeffekt des Technologieeinsatzes ab. Sprich, die Definition der digitalen Spaltung ist in der Praxis immer normativ ausgerichtet auf den erwünschten Effekt: Gegebenheiten eines gewünschten Effekts, WER, mit WELCHEN Merkmalen, sollte mit WELCHER Technologie, am besten WIE verbunden werden.

## Die digitale Kluft in der öffentlichen Diskussion
Der Begriff digitale Kluft wird sowohl auf die Unterschiede zwischen Bevölkerungsgruppen innerhalb einer Gesellschaft als auch auf in Bezug auf die Unterschiede zwischen Industrieländern und Entwicklungsländern angewandt. Der Begriff der Digitalen Kluft ist zugleich eine Anlehnung an die sogenannte Wissenskluft.
Die Diskussion um diesen Begriff muss in Zusammenhang mit der seit den 1990er-Jahren verstärkt vertretenen These gesehen werden, nachdem die allgemeine Entwicklung auf eine Informations- oder gar Wissensgesellschaft zusteuert, in der die Zugriffsmöglichkeit und die Beherrschung dieser Technologien in hohem Maße für den persönlichen Erfolg einer Person entscheidend sein sollen.
Der Terminus „digitale Spaltung“ war der Anlass für den UN-Weltgipfel zur Informationsgesellschaft (WSIS) 2003 in Genf und 2005 in Tunis. Dort fand der Begriff „digitale Spaltung“ breite Akzeptanz bei den Vertretern der Zivilgesellschaft und in den offiziellen Dokumenten. Welche Relevanz die digitale Kluft besitzt, ob sie größer oder kleiner wird, ist umstritten. Die Weltbank meldete 2005, die digitale Kluft schrumpfe – bezog sich dabei aber insbesondere auf die Nutzung von Handys.
Das Konzept der digitalen Kluft ist umstritten. Kritiker bemängeln, dass sich die digitale Kluft nicht empirisch belegen lasse. Insbesondere werde übersehen, dass die Entwicklungschancen weniger von technischen Gegebenheiten („Anschluss ans Netz“) abhängen, als von den Fähigkeiten der Menschen, mit diesen Techniken umzugehen. Die Diskussion um das Phänomen eines „Digital Divide“ verlagerte sich somit in den letzten Jahren weg von der reinen Trennung in Offliner und Onliner, hin zu einem mehrdimensionalen Konstrukt, welches neue Ungleichheiten innerhalb der Nutzung des Mediums identifiziert, und damit die Nutzerperspektive vermehrt an Bedeutung gewinnt.
Neuere Studien geben Hinweise darauf, dass es nicht nur der Anstrengungen der Einzelnen bedarf, um jene „Digital Inequality“ zu vermindern, sondern dass auch die  Gestaltung der Angebote selbst verantwortlich für diverse „Drop-Out-Szenarien“ sind. So zeigt es sich, dass selbst bei den so genannten „Digital Natives“, denen ein vermeintlich problemloser Zugang und ein selbstverständlicher Umgang mit dem Internet zugeschrieben wird, neben der Zugänglichkeit und Benutzerfreundlichkeit von Webseiten auch die ganz individuellen Kompetenzen auf Seiten der Nutzer entscheidend sind, um Inhalte auf Webseiten effektiv und effizient nutzen und einordnen zu können.
Die Niedrigschwelligkeit im World Wide Web ist also nicht nur vor dem Hintergrund von Menschen mit körperlichen Einschränkungen und des allgemeinen Bildungsgrades der Nutzer zu diskutieren, sondern es hat neben dem Erwerb individueller Kompetenzen und einer darauf abzielenden medienpädagogischen Vermittlung eben auch die Gestaltung ungleichheitssensibler und inkludierender Inhalte eine primäre und universale Bedeutung für die Verringerung eines „Second Level Digital Divide“.
Aufgrund solcher Kritik wird der Begriff „digitale Kluft“ längst nicht mehr nur im technischen Sinne (Konnektivität) verstanden. So sprach der ehemalige UN-Generalsekretär Kofi Annan im Zusammenhang mit der digitalen Kluft auch von einer inhaltlichen Kluft (content divide): „Vieles im Netz geht an den wirklichen Bedürfnissen der Menschen vorbei. Und 70 Prozent der weltweiten Internetseiten sind auf Englisch und verdrängen die regionalen Stimmen und Sichtweisen“, so Annan auf dem Weltgipfel in Genf. Im Mai 2021 liegt der Anteil der englischsprachigen Websites im Internet bei 61,4 Prozent.

## Überwindung der digitalen Kluft
Auch wenn auf dem WSIS-Gipfel die Existenz einer digitalen Kluft unumstritten war, erzielten die Teilnehmerstaaten keine Einigung darüber, wie diese Kluft überwunden werden soll. Während viele arme Länder einen „Digitalen Solidaritätsfonds“ forderten, lehnten ihn die meisten Industriestaaten ab. Auch die deutsche Bundesregierung vertrat auf dem Gipfel die Position, dass die digitale Infrastruktur sich von selbst entwickle − vorausgesetzt, es gebe einen echten Wettbewerb, was in vielen Ländern nicht der Fall sei.
Eine der Hauptherausforderung beim Überwinden der digitalen Spaltung liegt in der Koordination der verschiedenen Projekte und Autoritäten, die sich daran beteiligen. Traditionellerweise wird die digitale Spaltung als Sache der Telekommunikationsautorität angesehen, wie der Bundesnetzagentur, oder der amerikanischen Federal Communications Commission (FCC) und NTIA, die auch die dazugehörigen Budgets verwalten. Diese Fonds sind jedoch nur ein sehr kleiner Teil davon, was der öffentliche Sektor als ganzes für die Bewältigung der digitalen Spaltung und der Einführung in die Informationsgesellschaft ausgibt (oft weniger als 5 %). Gesundheitsbehörden, Erziehungsministerien, oder die Finanzbehörden geben einen sehr viel größeren Teil von öffentlichen Geldern aus. Es gibt jedoch in wenigen Ländern ein Konzept, um diese fragmentierten Ressourcen zu koordinieren.
Ein Projekt, welches den infrastrukturellen Zugang zu digitalen Informationen ermöglichen will, ist das gemeinnützige Projekt One Laptop per Child. Ziel ist es, einen vollwertigen Laptop für Schüler bereitzustellen, der mobil, innovativ und dennoch kostengünstig ist.
Viele Anhänger der FLOSS-, Open-Content- und Open-Access-Bewegungen bauen darauf, dass ihre Strömungen zur Minderung der digitalen Spaltung beitragen werden oder bereits beigetragen haben. Ein Projekt, wie beispielsweise One Laptop per Child, wäre ohne die Existenz offener Standards und freier Open-Source-Software sehr viel schwerer realisierbar. Dieser 100-Dollar-Laptop wird mit Software unter GNU General Public License in Kombination mit einer Wikipedia-Datenbank ausgestattet sein.
Wikipedia-Gründer Jimmy Wales begründet sein Engagement für die freie Enzyklopädie damit, Menschen in armen Ländern freien Zugang zu Wissen zu ermöglichen und auf diese Weise ihre Bildungschancen verbessern zu helfen.
Eine weitere Maßnahme zur Überwindung der digitalen Kluft kann die kostenfreie oder kostengünstige Bereitstellung von gebrauchten Computern sein. Zahlreiche Initiativen von gemeinnützigen Organisationen, Firmen, Schulen und Privatpersonen organisieren die Sammlung, Vorbereitung und den Transport von ausgedienten, aber funktionsfähigen Computern an bedürftige Menschen in der Regel in Entwicklungsländern (zum Beispiel Linux4afrika).

## Digitale Spaltung weltweit

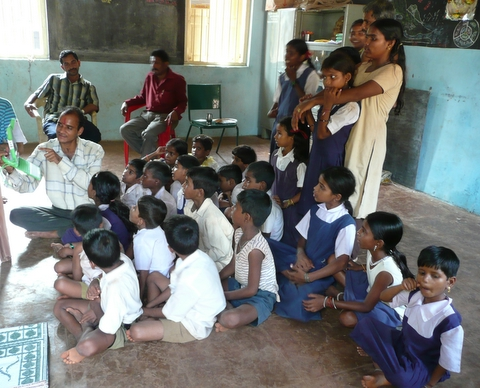
Indischen Kindern wird in der Schule im Rahmen der Aktion Ein Laptop pro Kind Computer und Internet nähergebracht.

Die schlechtere Stellung der Entwicklungsländer wird auch beim Zugang zu den Ressourcen der Informationsgesellschaft sichtbar. Die Industrieländer sind besser ans Internet angebunden. Beispielsweise waren 2007 noch weniger als vier Prozent der Menschen in Afrika online. 2016 waren nach Messungen von internetworldstats.com bereits 28,7 Prozent der Bevölkerung Afrikas' online, während sich der Weltdurchschnitt gleichzeitig bei etwa 50 Prozent eingepegelt hat. Internet und Mobiltelefonie werden von Entwicklungspolitikern und Hilfsorganisationen als Aspekt der Grundbedürfnisse definiert, da diese Demokratie fördern. Mittlerweile lässt sich eine Aufbruchstimmung in den Entwicklungsländern erkennen: Während der Mobilfunk in Industrieländern einen Sättigungsgrad erreicht hat, boomt dieser in Entwicklungsländern, nicht zuletzt auch deshalb, weil in vielen dieser Länder die Entwicklung des Festnetzes beinahe stehen geblieben ist. Dennoch stellte die Internationale Fernmeldeunion der Vereinten Nationen noch im Jahr 2022 fest, dass 34 % der Weltbevölkerung keinen Zugang zum Internet haben. 
Die Entwicklung in der Informationswirtschaft soll zur Stabilisierung der Marktwirtschaft und dem Erreichen von Wohlstand in diesen Ländern führen. Studien zeigen einige positive Effekte, zum Beispiel auf lokalen Fischmärkten in Südindien. Bankgeschäfte wie Überweisungen, auch international, sind etwa in Kenia mithilfe des Handys seit 2007 möglich. In Indien dagegen hatten 2014 mehr als 700 Millionen Menschen noch kein Bankkonto. Absolut stand Indien 2016 zwar auf Platz zwei der Länder mit den meisten Internetnutzern, doch der Anteil lag prozentual nur bei knapp 35 % der Bevölkerung, während es in Brasilien 66 % waren.

## Digitale Spaltung in Europa
Zentrale Aspekte einer digitalen Spaltung in Europa sind die technische Verfügbarkeit breitbandiger Internetzugänge und die Möglichkeit kostengünstiger Always-on-Internet-Nutzung mittels Flatrates. Dieser engere Aspekt der digitalen Kluft wird auch als Breitbandkluft bezeichnet. Die Ukraine hatte 2016 mit 44 % Internetnutzern nur einen halb so hohen Durchdringungsgrad wie Deutschland mit 88 %. 
Die Internet-Nutzung in Europa war über viele Jahre hinweg von einem deutlichen Nord-Süd-Gefälle gekennzeichnet, das auch mit dem ursprünglich stark schrift-basierten, informativen englischsprachigen Inhalt (Fortentwicklung des US-Arpanet) sowie kulturellen Kommunikations-Präferenzen hinsichtlich schriftlicher Medien sowie englischer Sprache zusammenhängt und gleichfalls im Konsum-Gefälle traditioneller Printmedien (Tageszeitungen) in Europa deutlich zutage tritt. Mittlerweile, mit technischem Fortschritt, hat sich der Charakter des Internet gewandelt (mehr ton- und bild-basierte Inhalte; Mobilität) und den kulturellen Kommunikations-Präferenzen des Südens Europas angenähert.         
In Deutschland engagiert sich seit 2005 die Bundesweite Initiative gegen die digitale Spaltung – geteilt.de. Am 12. März 2011 wurde der „Bundesverband Initiative gegen digitale Spaltung – geteilt.de e. V.“ gegründet, der sich insbesondere für eine flächendeckenden Breitbandinternetversorgung einsetzt.
Weitere Aspekte der digitalen Spaltung sind Bildungsgrad, Alter sowie soziales Umfeld, die eine gesellschaftliche Benachteiligung durch mangelnde Kompetenz bei der Nutzung neuer Medien hervorbringen können. Gegen sämtliche Aspekte der digitalen Spaltung engagiert sich die von Bundesministerien, Bildungseinrichtungen und Unternehmen getragene Stiftung Digitale Chancen.
Laut einer Entscheidung (Aktenzeichen: L 6 AS 297/10 B) des Landessozialgerichts Nordrhein-Westfalen aus dem Jahr 2010 sei ein PC für eine ordentliche Haushaltsführung nicht notwendig. Ein Hartz-IV-Empfänger habe daher darauf keinen Anspruch.

### Breitbandkluft
Ein regelmäßig aktualisierter, vom Bundesministerium für Wirtschaft veröffentlichter Breitbandatlas stellt die ungleiche regionale Verfügbarkeit von Breitband-Internetzugängen in Deutschland dar. Dieser stellt die Versorgungssituation allerdings nur auf der Grundlage der freiwilligen Angaben der Anbieter dar und nicht aus Sicht der Verbraucher vor Ort. Daher wird dort häufig eine bessere Versorgung gezeigt als vor Ort tatsächlich vorhanden ist.
Einen Breitbandbedarfsatlas hat die Interessengemeinschaft kein-DSL.de im April 2008 vorgestellt. Durch Eintrag des Breitbandbedarfs und des Bandbreitenwunsches von Breitbandinteressenten soll dieser den tatsächlichen Bedarf in Deutschland abbilden und den bedarfsgerechte Ausbau unterstützen.
Beide Angebote liefern keine fortschreibbare Kenngröße zum Ausmaß der digitalen Kluft, da sie nur Verfügbarkeitslücken und ihren Abbau betrachten, nicht aber die durch technischen Fortschritt und Netzausbau wachsende Differenz zwischen Minimal-Bandbreiten („DSL Light“ mit 384 kbit/s) in Randlagen und Maximalbandbreiten (im Jahr 2010 über Kabelmodem bis 120 Mbit/s) berücksichtigen.
Zum Jahreswechsel 2006/2007 waren in Deutschland etwa 59 % der ländlichen Anschlussbereiche mit einer Bevölkerungsdichte von weniger als 100 Einw./km² mit DSLAMs erschlossen, womit Deutschland EU-weit auf Platz 15 lag. In der Antwort auf eine Anfrage im Deutschen Bundestag musste die Bundesregierung im Mai 2007 einräumen, dass mehr als eine Million Haushalte das Internet nicht über einen Breitbandanschluss nutzen können. Knapp 700 Gemeinden seien bislang nicht angeschlossen. Im März 2008 konzedierten die Regierungsfraktionen im Deutschen Bundestag, dass vier Millionen Haushalte in Deutschland keinen oder einen nach aktuellen Maßstäben unzureichenden Breitbandzugang mit weniger als 1 MBit/s Übertragungsrate − worunter insbesondere die in ländlichen Gebieten verbreiteten DSL-Zugänge der Deutschen Telekom mit fixen Übertragungsraten unter 1 MBit/s (DSL-Light, Dorf-DSL) fallen − nutzen können.
Mittlerweile hat die Politik auf nationaler und europäischer Ebene Handlungsbedarf erkannt. Das Bundeswirtschaftsministerium setzt weiterhin auf eine durch den Markt hergestellte Breitbandinfrastruktur und fordert bei bislang ausgebliebener Breitbanderschließung zu Engagement vor Ort auf. Für Fälle, in denen sich aufgrund mangelnder Nachfrage eine Erschließung durch den Markt nicht abzeichnet, hat es im Juli 2007 eine Handreichung zur Verfügung gestellt, wie Fördermittel durch Kommunen europarechtskonform genutzt werden können. Fördergelder, die ab 2008 gezielt in die Entwicklung einer Breitbandinfrastruktur gesteckt werden können, sollen vom Bundeslandwirtschaftsministerium und den Bundesländern zur Verfügung gestellt werden. Die bisher genannten Fördersummen stoßen aber als zu gering auf Kritik. VATM, Deutsche Städte- und Gemeindebund (DStGB) und der Deutsche Landkreistag (DLT) legten einen Masterplan vor, um innerhalb eines Jahres die meisten der 2200 Gemeinden (circa 5 Mio Bürger), die bislang über keinen Breitbandanschluss verfügen, anzubinden.
Da in ländlichen Gebieten mit geringer Netzdichte insbesondere die kostspielige Verlegung von neuen Kabeltrassen für die Anbindung der Teilnehmeranschlüsse Breitbandanschlüsse behindert, wird zunehmend gefordert, bei anstehenden Tiefbau- und Erschließungsarbeiten vorausschauend verhältnismäßig kostengünstig Leerrohre, in die gegebenenfalls Glasfaserleitungen eingezogen werden können, mitzuverlegen. Baden-Württemberg hat entsprechende Bestimmungen zum Jahreswechsel 2007/2008 in einem Breitband-Förderungsgesetz erlassen.
Auf Ebene des Rahmengesetzgebers Europäische Union und auf Bundesebene hat ein Nachdenkensprozess eingesetzt, im Zuge dessen die Ausweisung des Breitband-Internetzugangs als Universaldienst erwogen wird, wie es − weltweit bislang einmalig − in der Schweiz ab 2008 der Fall ist. Die gültige Auslegung dieses Dienstes als funktionaler Internetzugang wird durch auf Minutenbasis abgerechnete Schmalbandzugänge erfüllt, die aber für heutige Internet-Anwendungen immer häufiger unzureichend sind.
Die kommunalen Spitzenverbände in Deutschland haben Ende 2007 die Versorgung mit Breitbandzugängen als eine gesamtstaatliche Aufgabe der Daseinsvorsorge definiert. Für die vom Grundgesetz geforderte Gleichwertigkeit der Lebensbedingungen spiele der Zugang zur Datenautobahn eine ebenso große Rolle wie die Verkehrsanbindung oder das Schulangebot.
Gegen den Breitbandmangel engagieren, sich gesellschaftliche Gruppen, darunter kommunale Bündnisse aus Wirtschaft und Politik Branchenverbände, Webportale, und Bürgerinitiativen. Es wird in Eigeninitiative vorgegangen. Hilfestellungen zu erfolgreichem Engagement vor Ort halten auch die Baden-Württembergische Clearingstelle Neue Medien im ländlichen Raum und das Bürgernetz Dielheim/Wiesloch bereit. Es empfiehlt sich, bei Branchenverbänden wie eco VATM und BITKOM, aber auch bei den regionalen Industrie- und Handelskammern nach Informationsveranstaltungen und Roadshows zu schauen, bei denen über die Problematik informiert wird und die unaufwändige Kontaktaufnahme mit Anbietern möglich ist. Als Technikalternativen für nicht mit DSL erschlossene Gebiete bieten sich zum Beispiel Richtfunk/Funk, WiMAX, kommerzielle oder selbst verwaltete WLANs, Satellit und UMTS (HSDPA) sowie TV-Kabelinternet an.

### Einkommenskluft
Zentral für die digitale Kluft zwischen Arm und Reich in der Gesellschaft und damit ein wesentlicher Faktor, der die Nutzung des Internets einschränkt, ist das Haushaltseinkommen. In Großbritannien hat Premierminister Gordon Brown deshalb Anfang 2010 eine Initiative angekündigt, welche 270.000 einkommensschwache Familien mit Laptops und kostenfreiem Internet-Zugang ausstatten soll.

### Alterskluft
Eine weitere Kluft sowohl in der Verwendung wie auch in der Akzeptanz von Internet und Handys entsteht zwischen den verschiedenen Altersschichten. Für die heutige Schülergeneration sind diese Dinge vollkommen selbstverständlich; bei älteren Schülern liegen die Nutzungsgrade teilweise bei annähernd 100 %. Einen deutlichen Gegensatz dazu gibt es bei Personen, die bereits seit einigen Jahren Rentner sind. Unter diesen bewegt sich die Verbreitung der Internet-Nutzung bei unter 10 % und ein großer Teil dieser Altersgruppe lehnt die neuen Medien nicht zuletzt aufgrund diverser Berichte über die dortigen Gefahren und Kriminalität sowohl für sich selbst als auch für die Gesellschaft strikt ab.
Eine der Hauptursachen dieses Generationenkonfliktes liegt in der sehr schnellen Entwicklung. Das Internet in seiner heutigen Form existiert erst seit Anfang der 1990er Jahre, der Beginn der allgemeinen Verbreitung von Mobiltelefonen (D-Netz) ist ähnlich alt. Dies führt dazu, dass viele Personen, die bis ins Jahr 2000 aus ihrem Beruf ausgeschieden sind, je nach Beruf kaum oder gar nicht mehr mit neuen Medien in Berührung gekommen sind. Inzwischen versuchen zahlreiche Bildungsträger der Erwachsenenbildung der digitalen Alterskluft entgegenzuwirken, indem sie Angebote zur gezielten Vermittlung von Computerkompetenz und Kompetenzen im Umgang mit neuen Medien an ältere Menschen in ihr Programm aufgenommen haben. Ein Beispiel ist das durch die Stiftung Digitale Chancen geförderte Unternehmen Starthilfe50.
In Deutschland schließt sich die Alterskluft: Während seit 2010 praktisch alle 14 bis 19 Jahre Alten in Deutschland zumindest gelegentlich ins Internet gehen (100 Prozent), tut dies erst seit 2015 eine Mehrheit der über 60 Jahre Alten (50,4 Prozent). In allen Altersgruppen unter 60 Jahren benutzt eine Mehrheit täglich das Internet; unter den 50-59-Jährigen beträgt ihr Anteil 56,1 Prozent. Zum Vergleich: 2003 gingen bereits 92,1 Prozent der 14-19-Jährigen zumindest gelegentlich ins Internet, aber erst 13,3 Prozent der über 60 Jahre Alten.